# Hinrich Dunkhase

Hinrich Dunkhase

Hinrich Wilhelm Dunkhase (* 22. Januar 1857 in Syuggewarden; † 18. Januar 1905 in Burhave), lokal auch immer Hinnerk Dunkhase genannt, war einer der verdienstvollsten Klootschießer in der Geschichte des Friesensports und ein Pionier der modernen Molkereiwirtschaft in der Region. Er gilt als der Gründer des Friesischen Klootschießer-Verbands. Ihm zu Ehren wurde 1932 in Burhave ein Ehrendenkmal errichtet.

## Jugend und beruflicher Werdegang
Hinrich Wilhelm Dunkhase wurde am 22. Januar 1857 in Syuggewarden, Butjadingen, als Kind einer landwirtschaftlich geprägten Familie geboren. Er erlernte den Beruf des Landwirtes auf dem heimischen Hof und übernahm die Bewirtschaftung des Hofes bereits in frühen Jahren. 1888, im Alter von 31 Jahren, setzte er sich vehement bei seinen Berufskollegen für die Entwicklung und Förderung der neu gegründeten Burhaver Molkerei ein. Er verstand es, seine Kollegen davon zu überzeugen, dass eine leistungsfähige und ertragreiche Milchwirtschaft nur mit einer modernen und fortschrittlichen Molkereigenossenschaft möglich ist.
So wurde er am 1. Januar 1894, im Alter von nur 37 Jahren, zum Vorstandsvorsitzenden der Molkereigenossenschaft gewählt. Diese Position als Molkereidirektor hatte er bis zu seinem Tode am 18. Januar 1905 inne.
Während seiner Amtszeit sorgte er mit Reformen für eine deutliche Verbesserung der Rohmilch und für eine bessere tierärztliche Kontrolle zur Bekämpfung der Rinderseuche TBC.

## Werdegang als aktiver Klootschießer
Bereits in jungen Jahren stieg Hinrich Dunkhase zu einem der besten Klootschießer der Region auf. Durch fast tägliche Trainingseinheiten mit seinem Jugendfreund Gerhard Tanzen und gefördert von seinem Vater errang er schnell Bekanntheit über die Ortsgrenzen hinaus. Dabei war Hinrich Dunkhase alles andere als körperlich prädestiniert für den Sport. Waren die Spitzenklootschießer damals zumeist groß gebaut und enorm kräftig, war Hinrich Dunkhase eher klein und schmächtig, was damals zum Spitznamen „Littje Hinnerk“ führte. Was ihn auszeichnete, war seine hervorragende Wurftechnik und seine enorme Schnelligkeit.
So wurde er schnell, wie einst sein Vater, in die Kader der damaligen Feldkampfmannschaften aufgenommen. Damals zogen noch Ämter gegeneinander ins Feld, so auch zum Beispiel Amt Butjadingen gegen Amt Stadland.

## Werdegang als Klootschießer-Funktionär
Die Gegner der damaligen Feldkämpfe waren einander eher selten freundlich gesinnt, es kam häufig zu schweren Ausschreitungen während der Veranstaltungen auch aufgrund der Tatsache, dass hohe Wetteinsätze erbracht wurden. Dunkhase verstand sich – wie auch in seiner beruflichen Karriere – darin, freundschaftliche Beziehungen aufzubauen und Kontakte zu pflegen.
So einigten sich beim Feldkampf „Stad- un Butjoorland gegen Ostfreesland“, aus dem später die Länderkämpfe Oldenburg-Ostfriesland hervorgingen, Dunkhase, sein langjähriger Mitstreiter Jan Neuhaus aus Rodenkirchen sowie Gerhard Buß und Gerhard Gerdes aus Ochtersum darauf einen Dachverband zu gründen, der die bis dahin nicht organisierte Klootschießerbewegung vereinigen sollte.
Doch erst durch die Initiative Dunkhases wurden aus Vorsätzen auch Realität. So ließ er im Mai 1902 in allen regionalen Zeitungen Oldenburgs und Ostfrieslands einen „Klootschießer-Appell“ drucken, der sich an alle Klootschießer richtete und einen Feldkampf gegen die Klootschießer aus Schleswig-Holstein ankündigte. Ein kleiner Trick Dunkhases, denn so kamen am 25. Mai 1902 alle namhaften Klootschießer zu einem Auswahlwerfen für diesen Feldkampf in Burhave zusammen. Auf diese Weise brachte Dunkhase alle Verantwortlichen an einen Tisch und noch am selben Tag wurde nach langen Gesprächen der Friesische Klootschießer-Verband (FKV) gegründet, dessen erster Vorsitzender er wurde.
Dieses Amt hatte er bis zu seinem Tod inne und er schaffte nahezu alle noch heute gültigen Verbandsstrukturen.
Ebenfalls 1902 gründete er den Verein KBV Burhave. Er regte auch andere Ortschaften dazu an, ihre Klootschießer in Vereinen zu organisieren.

## Früher Tod im Jahre 1905
In seiner Amtszeit von 1902 bis 1905 versäumte Dunkhase keinen wichtigen Wettkampf und ließ es sich nicht nehmen, weiterhin aktiv teilzunehmen. Er war erst 48 Jahre alt und gehörte noch lange nicht zum alten Eisen, seine Kadernominierungen rechtfertigten sich immer noch durch seine enormen Wurfweiten.
So war es für ihn Ehrensache, am Verbandsklootschießerfest in Esens (15. bis 17. Januar 1905) teilzunehmen, obwohl er sich bereits gesundheitlich nicht wohl fühlte.
Sein mitgereister Freund aus Jugendzeiten, Gerhard Tanzen, konnte den allgemein mittlerweile „Klootscheeterhovetling“ (Klootschießerhäuptling) genannten Dunkhase nicht von einer Abreise überzeugen und so nahm er trotz eisiger Temperaturen teil. Schwer von einem dramatischen Erkältungsverlauf gezeichnet, brachte ihn sein Freund Tanzen nach dem Klootschießerfest zurück nach Hause, wo er bereits einen Tag später, am 18. Januar 1905, im Alter von nur 48 Jahren an den Krankheitsfolgen verstarb.
Sein ganzes Leben wurde durch die Liebe zum Klootschießen geprägt, so auch sein Tod.

## Hinrich Dunkhase-Ehrendenkmal

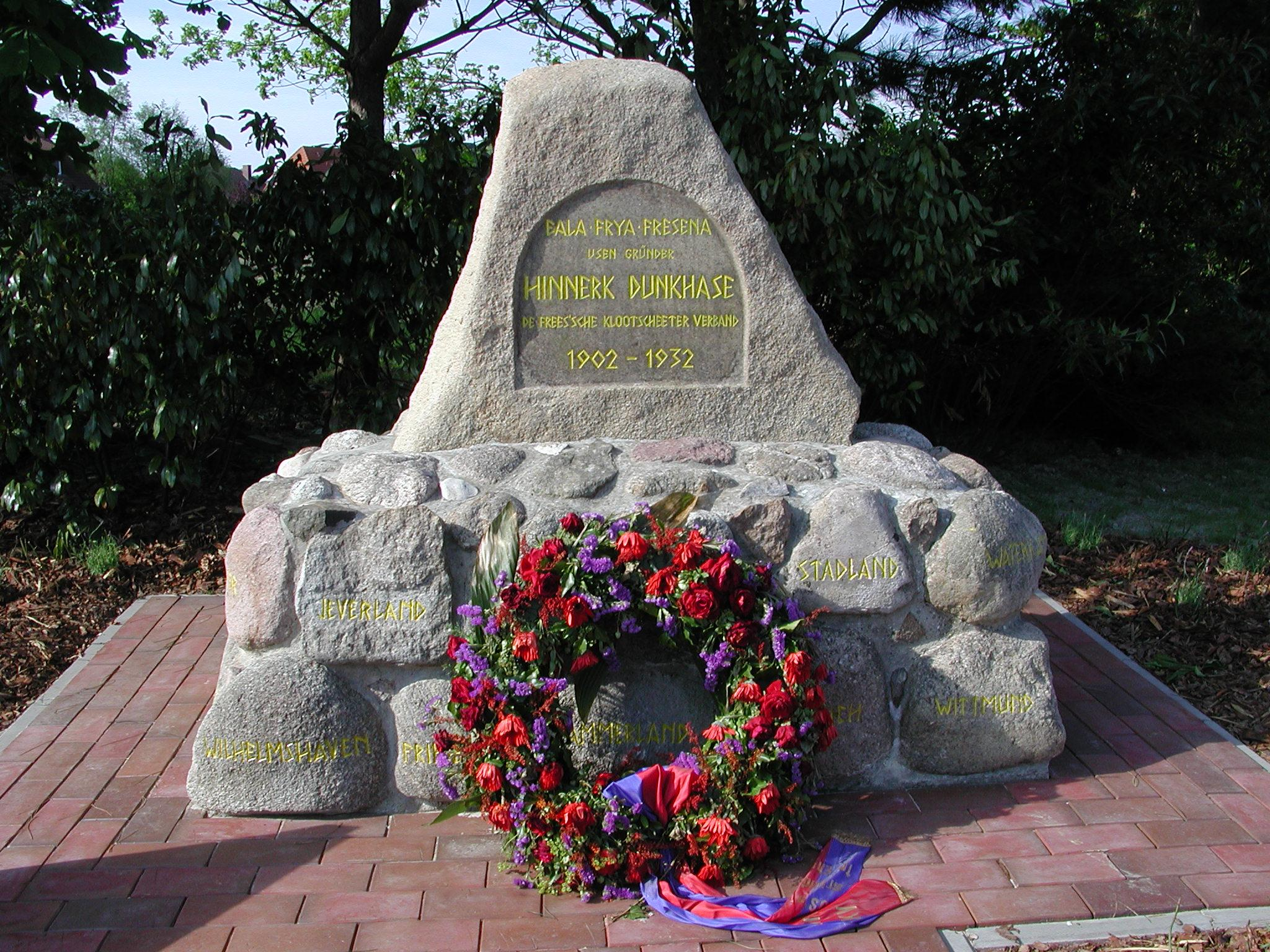
Dunkhase Ehrendenkmal

Nachdem in den Jahren und Jahrzehnten nach seinem Tod immer wieder an Hinrich Dunkhase und sein Lebenswerk erinnert wurde, kamen 1932 Vertreter aller Klootschießerkreise zusammen und errichteten neben dem Dunkhase-Anwesen ein Ehrendenkmal. Ein Granitfindling aus dem Weserurstromtal des Weserberglandes wurde mit folgender Inschrift versehen:
Eala Frya Fresena
Usen Gründer
Hinnerk Dunkhase
De Frees´sche Klootscheeter Verband
1902–1932
Unter dem Gedenkstein wurde eine Urkunde, in der seine aufopfernde Arbeit für die Klootschießerbewegung gewürdigt wird, in einer Rolle mit einer Tageszeitung eingemauert.
Mittlerweile wurde das Denkmal aus baulichen Gründen mehrfach umgesetzt und die kleinen Gedenksteine ins Denkmal integriert. Noch heute finden regelmäßig Kranzniederlegungen statt.

## Dunkhases Vermächtnis heute

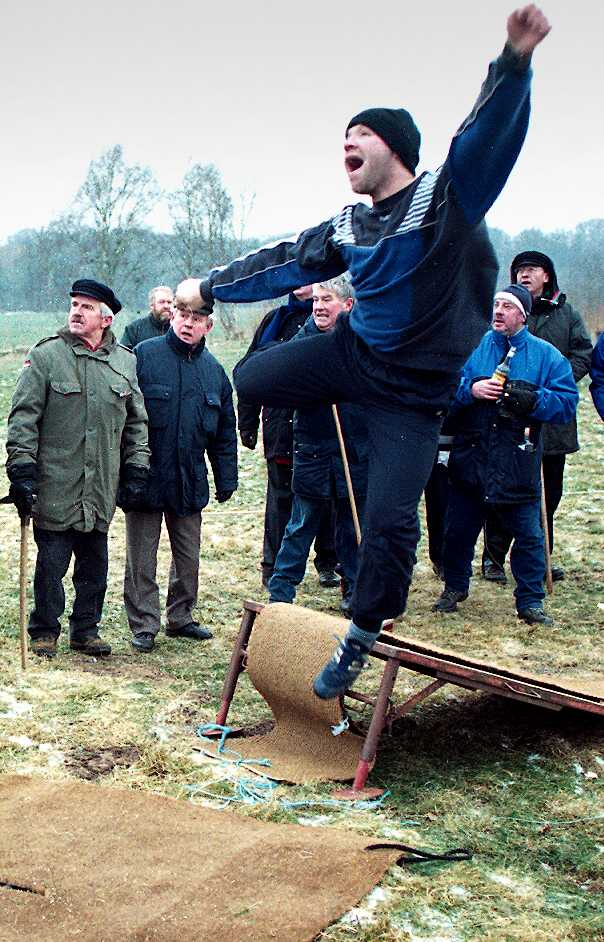
Klootschießer beim Feldkampf

Der Friesische Klootschießer-Verband ist heute, über 100 Jahre nach seiner Gründung, einer der größten Sportverbände im Norden Niedersachsens. Ihm gehören mittlerweile über 40.000 Mitglieder in 262 Vereinen an. Mittlerweile hat man, ganz im Sinne Dunkhases, zu immer mehr Klootschießerverbänden im In- und Ausland Kontakt und trägt Deutsche und Europameisterschaften aus. International organisieren sich die Klootschießer mittlerweile in der International Bowlplaying Association.